# Мордвес
Мордве́с — посёлок в Венёвском районе Тульской области России.
В рамках административно-территориального устройства является центром Мордвесского сельского округа Венёвского района, в рамках организации местного самоуправления является административным центром Мордвесского сельского поселения.

## География
Расположен на реке Мордвес, в 21 км к северу от города Венёва и в 3,5 км от автомагистрали «Дон» (М-4).
Железнодорожная станция.

## Население
| 1939 | 1959  | 2002  | 2010  |
| ---- | ----- | ----- | ----- |
| 1234 | ↗1706 | ↘1588 | ↘1497 |

Население — 1497 чел. (2010).

## История
Посёлок основан в 1899 году в связи со строительством железной дороги Кашира—Венёв. Ранее на этом месте располагалось небольшое село Троицкое, возникшее вокруг построенной в 1771 году Троицкой церкви; чуть выше по реке значилось село Мордвеза, позднее переименованное в Уваровку. В 1920-х в связи с прокладкой второй линии железной дороги посёлок стал интенсивно развиваться.
С 1935 по 1963 год посёлок являлся центром Мордвесского района.
Во время Великой Отечественной войны посёлок был оккупирован немецкими войсками с 26 ноября по 7 декабря 1941 года.

## Экономика
В Мордвесе развита частная розничная торговля. Работает множество магазинов — от продовольственных до хозяйственных и строительных. Также представлены розничные сети «Пятёрочка», «Магнит».

## Достопримечательности
В ноябре 2017 года в посёлке открылась станция-музей, экспозиция которой размещена в вокзале и под открытым небом, где установлены образцы железнодорожной техники. Здесь же находится и мемориал в честь героев-мордвесцев — участников войн.